# Гачечиладзе, Тамара
Тамара «Тако» Гачечиладзе (груз. თამარა "თაკო" გაჩეჩილაძე, 17 марта 1983, Тбилиси) — грузинская певица, автор песен и актриса. Как член квартета Стефане и 3G, она собиралась представлять Грузию на «Евровидении-2009» с песней «We Don’t Wanna Put In», но группа была дисквалифицирована за политическое содержание песни.
В качестве сольного исполнителя, она представляла Грузию на «Евровидении-2017» с песней «Keep the Faith», по итогам которого не прошла в финал. Также она принимала участие в грузинском национальном отборе 2008 года с песней «Me and My Funky» и заняла десятое место.
В 2018 году Тамаре Гатчиладзе вышла замуж за болгарского композитора Борислава Миланова, с которым познакомилась на Евровидение-2017. У пары есть дочь и они живут в Вене.